# Набэсима, Наомицу
Наомицу Набэсима (яп. 鍋島 直映 Набэсима Наомицу, 20 августа 1872 — 10 декабря 1943) — японский государственный деятель, 12-й глава рода Набэсима, маркиз (с 19 июня 1921), член Палаты пэров Японии (1921—1943).

## Биография
Старший сын Наохиро Набэсимы, 12-го даймё Саги, и Танэко Умэтани, дочери Мититару Умэтани.
В марте 1891 года уехал учиться в Англию и в декабре 1898 года окончил Кембриджский университет, а в августе 1899 года вернулся в Японию, где 28 ноября того же года женился на Садако Куроде (1882—1933), дочери Нагатомо Куроды, 12-го даймё Фукуоки.
В 1904 году поступил на службу в Министерство иностранных дел, по поручению которого совершил командировки в Корейскую империю и Маньчжурию. В 1906 году Наомицу снова отправился в Корею, где ему было поручено провести сельскохозяйственные исследования. В 1921 году, после смерти своего отца Наохиро, Наомицу стал новым главой семьи и унаследовал титул маркиза (косяку), а после был назначен членом Палаты пэров.
В 1936 году Наомицу был награждён орденом Священного сокровища 4 класса за заслуги. 10 декабря 1943 года Наомицу Набэсима умер в возрасте 71 года. Его сын, Наоясу, унаследовал семейное главенство.